# Schleswig-Holsteinische Geest

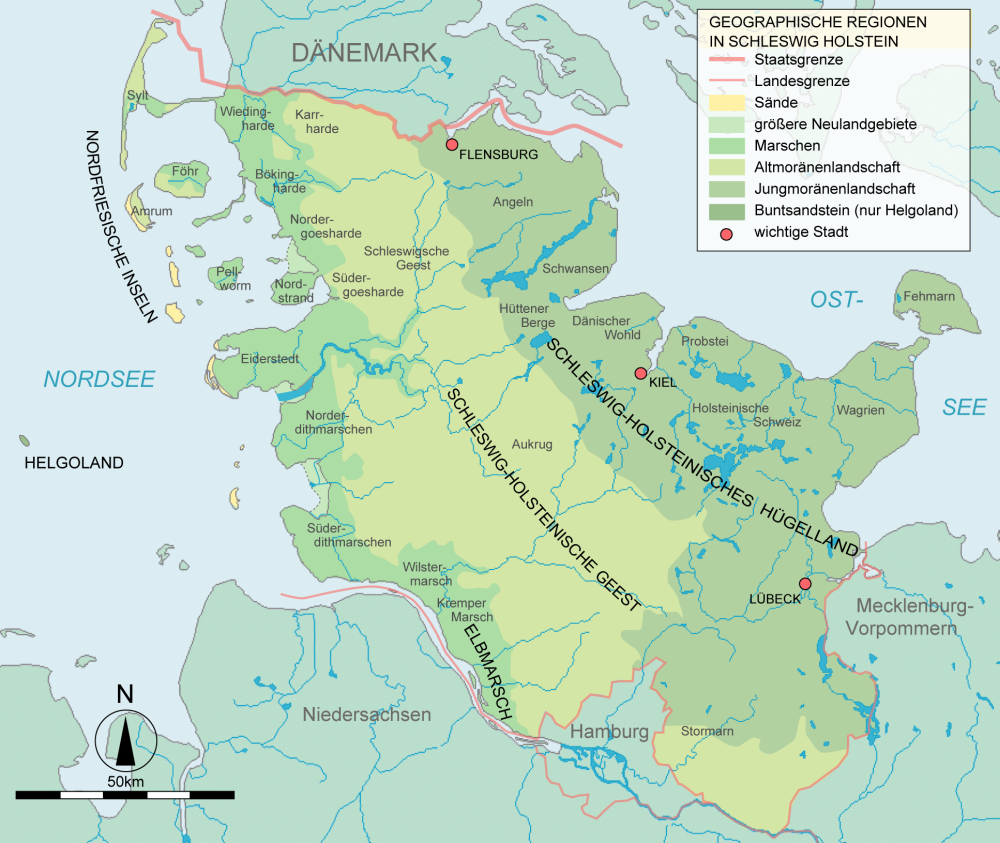
Landschaften in Schleswig-Holstein

Die Schleswig-Holsteinische Geest liegt in der Mitte von Schleswig-Holstein ist neben der Schleswig-Holsteinischen Marsch im Westen und dem Schleswig-Holsteinischem Hügelland im Osten einer der drei Landschaftstypen des Bundeslandes.  Dieser Naturraum wird auch als Mittelrücken Schleswig-Holsteins bezeichnet. Sie zieht sich als Hohe Geest von der dänischen Grenze in einem breiten Streifen über Bredstedt, Hohenwestedt und Itzehoe bis in den Hamburger Raum und nach Lauenburg. Zwischen dem Östlichen Hügelland und der Hohen Geest liegt als schmaler Streifen die sogenannte Vorgeest beziehungsweise Niedere Geest, die sich teilweise (etwa bei Owschlag) mit der Hohen Geest überschneidet. In den westlichen Niederungen existieren vereinzelte Geestinseln (beispielsweise Stapelholm und Erfde).
Der sandige Geestboden ist weniger fruchtbar als die Böden des Marsch- und des Hügellandes.

## Geestgebiete in Schleswig-Holstein
(Quelle: )
- Niedere Geest (Vorgeest)
  - Schleswigsche Geest (Schleswiger Vorgeest)
  - Holsteiner Vorgeest
  - Südmecklenburgische Niederungen

- Hohe Geest
  - Geestkerne von Amrum, Föhr und Sylt (Geestkerninseln, Nordfriesische Geestinseln)
  - Helgoland
  - Bredstedt-Husumer Geest
  - Lecker Geest
  - Eider-Treene-Niederung
  - Heide-Itzehoer Geest mit
    - Dithmarscher Geest,
    - Hohenwestedter Geest und
    - Münsterdorfer Geestinsel

  - Barmstedt-Kisdorfer Geest
  - Hamburger Ring
  - Lauenburger Geest

## Siehe weiter
- Naturräumliche Großregionen Deutschlands
- Naturräumliche Haupteinheiten Deutschlands